# بطباط أسامي
بطباط أسامي (الاسم العلمي:Polygonum assamicum) هو نوع من النباتات يتبع جنس البطباط من الفصيلة البطباطية.